# Права женщин в Исламском Эмирате Афганистан (с 2021)

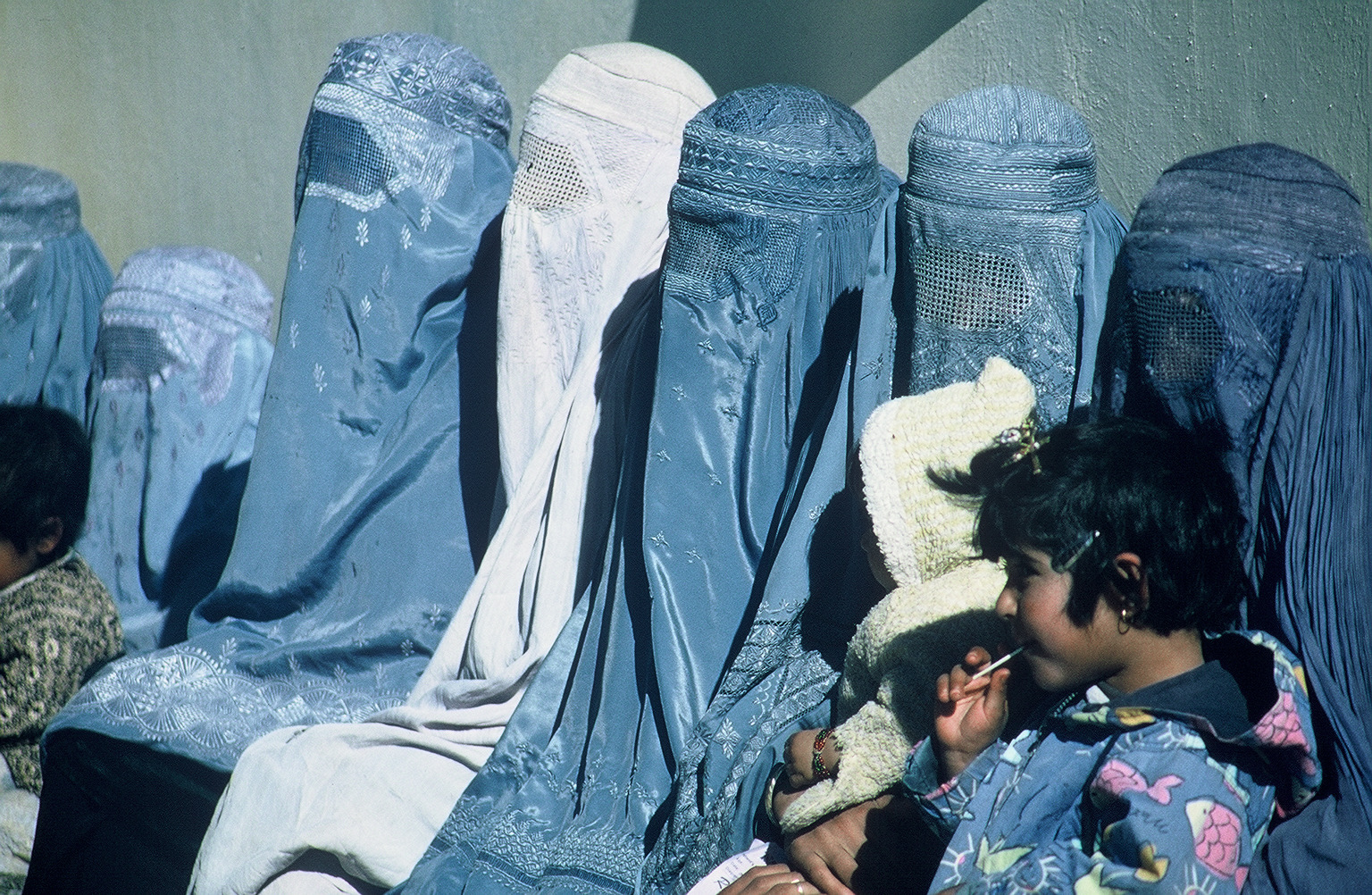
Афганские женщины в бурках

Права женщин в Исламском Эмирате Афганистан с 2021 года после прихода к власти движения Талибан и падения Кабула 15 августа были подвергнуты радикальным изменениям. Представители движения обещали равные возможности для обоих полов, что не было воплощено в жизнь. Были введены запреты на некоторые профессии, сделано обязательным ношение бурки, которую также называют чадра (пушту چادري‎), образование для женщин стало полностью недоступным (девочкам не разрешено посещать даже начальную школу). Женщинам запрещено посещать парикмахерские, салоны красоты, парки, спортзалы и общественные бани, а также путешествовать на расстояние более 78 км без сопровождающего мужчины или близкого родственника (махрама). Афганские женщины провели несколько демонстраций, которые были разогнаны представителями Талибана.
Ситуация с женскими правами была оценена как катастрофическая и худшая среди всех стран мира организацией Human Rights Watch. Организация Объединённых Наций и ряд других правозащитных организаций назвали сложившеюся ситуацию в Афганистане гендерным апартеидом. Согласно отчёту Global Gender Gap Index, афганские женщины были признаны самыми бесправными среди всех женщин стран мира. 
В отличие от предыдущего правления талибов, значительно возросло включение афганских женщин в производство и торговлю наркотиками. 

## Предыстория
С 1996 по 2001 годы, при предыдущем режиме талибов, женщины были значительно поражены в правах. Исламский Эмират Афганистан был фундаменталистской страной, основным законом которой был исламский шариат. Женщины были обязаны выходить на улицу в сопровождении родственников-махрамамов и надевать чадру. Отказ от ношения мог стать поводом для публичного телесного наказания. Столь строгие правила имели под собой основу в виде морально-этического кодекса пурда.
После прихода Международных сил содействия безопасности в 2001 местные женщины понемногу начали добиваться привычных в мире прав; например, на обучение, на прогулки без сопровождения, вождение автомобиля, занятия спортом и других. Но даже в это время афганское общество было далеко от равноправия. Например, только 19,9 % женщин в возрасте от 16 лет умели читать и писать. Среди мужчин процент достигал 49,4 % (данные были собраны за 2016—2017 годы). Human Rights Watch в своем докладе утверждала, что девочкам разрешалось посещать школы только после полового созревания. Треть женщин Афганистана вышли замуж, не достигнув 18 лет. По местным законам минимальный возраст, когда можно вступить в брак девушкам, составлял 16 лет или на год меньше, если имелось разрешения отца или стороннего официального лица. В реальности, по данным правозащитников, закон редко соблюдался, и браки заключались раньше. Например, проходила информация о вступлении в супружеские отношения двенадцатилетних девочек.

## Новое правление Талибана 2021 — настоящее время

### Приход власти
Сразу после установления власти над Афганистаном талибы стали вводить множественные ограничения для женщин, хотя в действиях Талибана прослеживались осторожность и нерешительность, поэтому запреты начали вводиться в мягкой форме. Это также было связано с отсутствием чёткой линии среди талибов относительно прав женщин, часто приказы носили якобы рекомендательный характер, например требования носить чадру или ходить в сопровождении мужчины-махрама или оставаться дома. В действительности за неисполнение этих «рекомендаций» женщин может ждать наказание. Внутри организации возникли споры между сторонниками жёстких ограничений, как 20 лет назад, среди которых в том числе был лидер группы Хайбатулла Ахундзада, так и прагматиками, выступающими за ограничения в рамках норм шариата. 
Практически сразу после прихода к власти, талибы стали требовать от женщин не появляться на улице без чадры и без сопровождения мужа-махрама и запретили водить машины. Хотя это практически не сказалось на жизни женщин из сельской местности, это шокировало жителей крупных городов, где женщины вполне самодостаточны, чтобы работать, вести бизнес и в целом составлять важную часть городской экономики. Из-за этого талибы срочно отменяли вводимые ограничения, например запрет женщинам питаться в заведениях общепита, это в итоге приносило ресторанам колоссальные убытки.

### Дресс-код и поведение
В августе 2024 года талибы запретили женщинам появляться на улице без покрытого лица. Установленный дресс-код требует от женщины полностью закрывать тело, закрывать лицо, чтобы не «вызывать искушения». Одежда не должна быть тонкой, обтягивающей или короткой. Показывать части тела дозволено только мужу или родственникам. Женщинам запрещено смотреть в сторону мужчин и наоборот. В августе женщинам запретили говорить при незнакомых мужчинах, голос женщины был приравнен к разврату. То есть женщинам в общественных местах не дозволено говорить, петь и читать вслух. С октября 2024 года закон был ужесточён и женщине было запрещено разговаривать в присутствии и других женщин, также им было запрещено читать вслух Коран.
В декабре 2024 года Талибан выпустил указ, который требует заделать окна в жилых домах, выходящие на территории, где часто бывают женщины. Кроме того, в новостройках запрещено делать окна, из которых видно «дворы, кухни, соседские колодцы и другие места, которые обычно используются женщинами». Указ поясняет: «Просмотр женщин, работающих на кухне, во дворе или набирающих воду из колодца, может привести к непристойным действиям». Муниципальные власти и соответствующие ведомства должны будут следить за строительными площадками, чтобы предотвратить возможность наблюдения за соседями. Если такие окна уже есть, собственникам предложат возвести стену или закрыть обзор, чтобы избежать неудобства для окружающих.

### Образование
После прихода к власти талибы разделили университеты на женские и мужские, а также запретили девочкам получать образование дальше шестого класса под предлогом временного закрытия старших школ. В декабре 2022 года женщинам было запрещено посещать университеты, студенток не пускали в здания патрули талибов. Женщины вышли на демонстрации, которые разгоняли палками и кнутами. Эти акции протеста запрещалось освещать в СМИ. Нашлись и сторонницы нового режима, выходившие на демонстрацию в поддержку Талибана, и акции которых охранялись представителями движения. Впоследствии всё женское образование, включая начальную школу, было запрещено. Всех бывших студенток талибы принуждали выйти замуж. 
На фоне запрета образования многие образованные женщины и активистки, потерявшие работу после прихода к власти талибана, организовали подпольные образовательные курсы для девочек и девушек. Организация подпольных школ упрощается благодаря наличию Интернета.

### Общественная жизнь

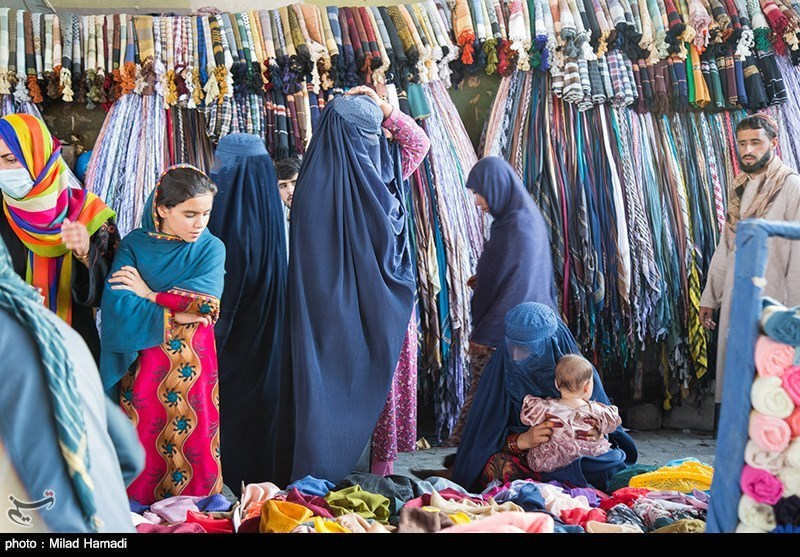
Женщины на рынке, 2021 год

Талибы запретили женщинам путешествовать дальше, чем на 45 миль (~72 км), без сопровождения мужчины-махрама. Хотя запрета на передвижение в сопровождении опекуна нет, талибы часто задерживают и устраивают допросы женщин, передвигающихся на улице в одиночку. Талибы также организовали во многих общественных местах контрольно-пропускные пункты для недопуска женщин без махрамов. Талибы также требуют от водителей автобусов не впускать женщин без опекунов. 
Вновь сформированное правительство Талибана состояло только из мужчин. Они являлись преимущественно муллами. Например, в сентябре 2021 в министерстве образования не было ни единой женщины.  
Для женщин был запрещён вход во многие общественные заведения, включая бассейны, спортзалы и парки развлечений. Занятия спортом были запрещены для женщин. 2 июля 2023 года министерство по пропаганде добродетели и предотвращению порока ввело запрет на все парикмахерские и салоны красоты, принудив их к закрытию по всей стране в течение месяца. После этого своих рабочих мест лишились 60000 женщин. Для афганок в патриархальном обществе салоны оставались зачастую единственными женскими пространствами вне дома. Таким образом талибы полностью отрезали женщин от жизни вне дома. В течение двух лет талибы закрыли почти все учреждения, предоставлявшие услуги женщинам — жертвам домашнего насилия.

### Работа
В целом ограничения, накладываемые на женщин привели к тому, что половина женщин лишилась работы. Талибы уволили почти всех женщин из органов власти, сократив их присутствие там на 90 %. Для женщин были запрещены профессии юриста и судьи, талибы начали преследовать и наказывать женщин, работавших в данных профессиях при предыдущем правительстве. Работа в неправительственных организациях также стала запрещена.
Средства массовой информации в Афганистане по требованию талибов уволили своих сотрудниц и больше не нанимают их. Однако многие бывшие журналистки продолжают свою деятельность на онлайн-платформах.
Согласно данным ООН, а Афганистане в 2025 году более миллиона женщин занимались созданием ковров, так как это для них была одна из немногих не запрещённых профессий. Ковры в основном экспортировались за границу. Многие женщины и девочки, задействованные в отрасли, до прихода к власти Талибов получали образование.  

### Здоровье
Приход к власти Талибов и уход иностранных благотворительных организаций усилили голод и проблемы болезней среди афганских женщин.   
Ещё при предыдущем правительстве афганским женщинам, как и всему остальному населению, был значительно ограничен доступ к медицинским услугам. В консервативном афганском обществе недопустимо, чтобы врач-мужчина принимал женщин-пациентов. Многочисленные запреты, введённые талибами против женщин, сильно ограничили им доступ к медицинскому обслуживанию и получению лекарств. Например, женщина может попасть к врачу только в сопровождении мужчины-махрама или врачам запрещено лечить пациенток, не соблюдающих строгий дресс-код. Все вопросы о половом здоровье женщины, в том числе такие щепетильные, как аборты или обследование ЗППП, требуется обсуждать в сопровождении мужчины-опекуна, от чего многие женщины предпочитают не обращаться ко врачам. Одновременно талибы запретили продажу противозачаточных средств в двух крупнейших городах страны — Мазари-Шарифе и Кабуле. Услуги, предоставляемые людям, в том числе и женщинам, с ограниченными возможностями почти полностью исчезли. 
Многие афганские женщины во время родов и схваток не могли покинуть дома, так как в этот момент дома отсутствовали мужчины-опекуны, наличие которых является обязательным условием для того, чтобы женщину доставили в роддом. Данная ситуация ухудшается распространённым явлением детской беременности с соответствующими рисками в условиях широкой практики населения выдавать несовершеннолетних дочерей замуж. Вышеописанные ограничения повышают смертность женщин и детей. Талибы пытаются физически воспрепятствовать попаданию женщин в больницы при отсутствии опекуна, что приводит к их смерти.  
После прихода к власти талибы, запретив женское образование, запретили и медицинское образование в том числе. Многие женщины-медики после прихода к власти талибов покинули страну, опасаясь за свою жизнь, даже при том, что талибы обещали не наказывать и не преследовать женщин-медиков. Оставшиеся женщины-медики всё-таки сталкивались с угрозами талибов за несоблюдение дресс-кода, если не были замужем или если не приводили с собой на работу мужчин-опекунов.
В Афганистане возникла угроза того, что без обновления медицинских кадров и постепенного исчезновения женщин-медиков женщины потеряют доступ к здравоохранению. По этой же причине талибы разрешили женщинам получать двухгодичное образование на акушерок, однако в конце 2024 года запрет на образование снова вступил в силу. К этому моменту на обучении находилось 30000 женщин, многие из которых в день внезапного запрета должны были проходить экзамены. Им было приказано больше не возвращаться на занятия. Этот запрет приведёт к тому, что среди оставшихся женщин-медиков прекратится обновление кадров и женщины и девочки в будущем полностью потеряют доступ к здравоохранению и это приведёт к повышению уровня смертности среди этих групп.

### Физическое и сексуальное насилие
Талибы после прихода к власти закрыли все приюты, помогавшие женщинам — жертвам бытового насилия. После этого резко возросло количество самоубийств среди женщин. В марте 2024 года указом Талибана была возобновлена практика публичной порки и забивания камнями женщин за прелюбодеяние, хотя уже в 2023 году публичной порке или казни подверглись 57 женщин. По состоянию на 2024 год в Афганистане практиковалась публичная порка плетью женщин и тюремные пытки за «нравственные преступления», под которыми понимаются выход на улицу без сопровождения мужчины-махрама или разговор с посторонним мужчиной. Женщин могут пытать до тех пор, пока они не признаются в ложном обвинении. После публичного наказания, женщины становятся изгоями в глазах её знакомых, семьи и вынуждены покидать родные деревни. В особо уязвимом положении оказываются женщины, выживающие без мужчин-опекунов (например вдовы или чьи мужья находятся за границей), которые ради пропитания должны работать и нарушать правила талибов в итоге оказываться перед постоянной угрозой быть наказанными. 
В 2024 году был зафиксирован первый доказанный случай сексуального насилия талибов над заключёнными женщинами. Одна из сбежавших активисток поделилась с журналистами видео, на котором талибы-надзиратели устроили над ней групповое изнасилование, заставляли показывать лицо на видео и потом шантажировали активистку этим видео, заставляя её молчать о нарушении прав в Афганистане. Ранее к журналистам The Guardian обращались другие женщины, пережившие насилие в тюрьмах талибов, где женщин насиловали, избивали кабелем, пытали электрошокером. В основном женщин арестовывали за нарушение шариатского дресс-кода, когда женщина не покрывала своё лицо. Арестованные женщины также подвергались сексуализированному насилию со стороны полиции талибана. Так как секс или потеря девственности вне брака является непоправимым нравственным ущербом для афганской женщины, некоторые из жертв решали покончить самоубийством. Талибы могут на месте избивать женщин и угрожать им расстрелом за несоблюдение дресс-кода.